# ЗАЗ А10С І-Ван
ЗАЗ А10С30 (англ. ZAZ A10 City) — низькопідлоговий міський автобус середнього класу, призначений для перевезення пасажирів в межах міст, розроблений ЗАТ «ЗАЗ» в 2008 році.

## Опис

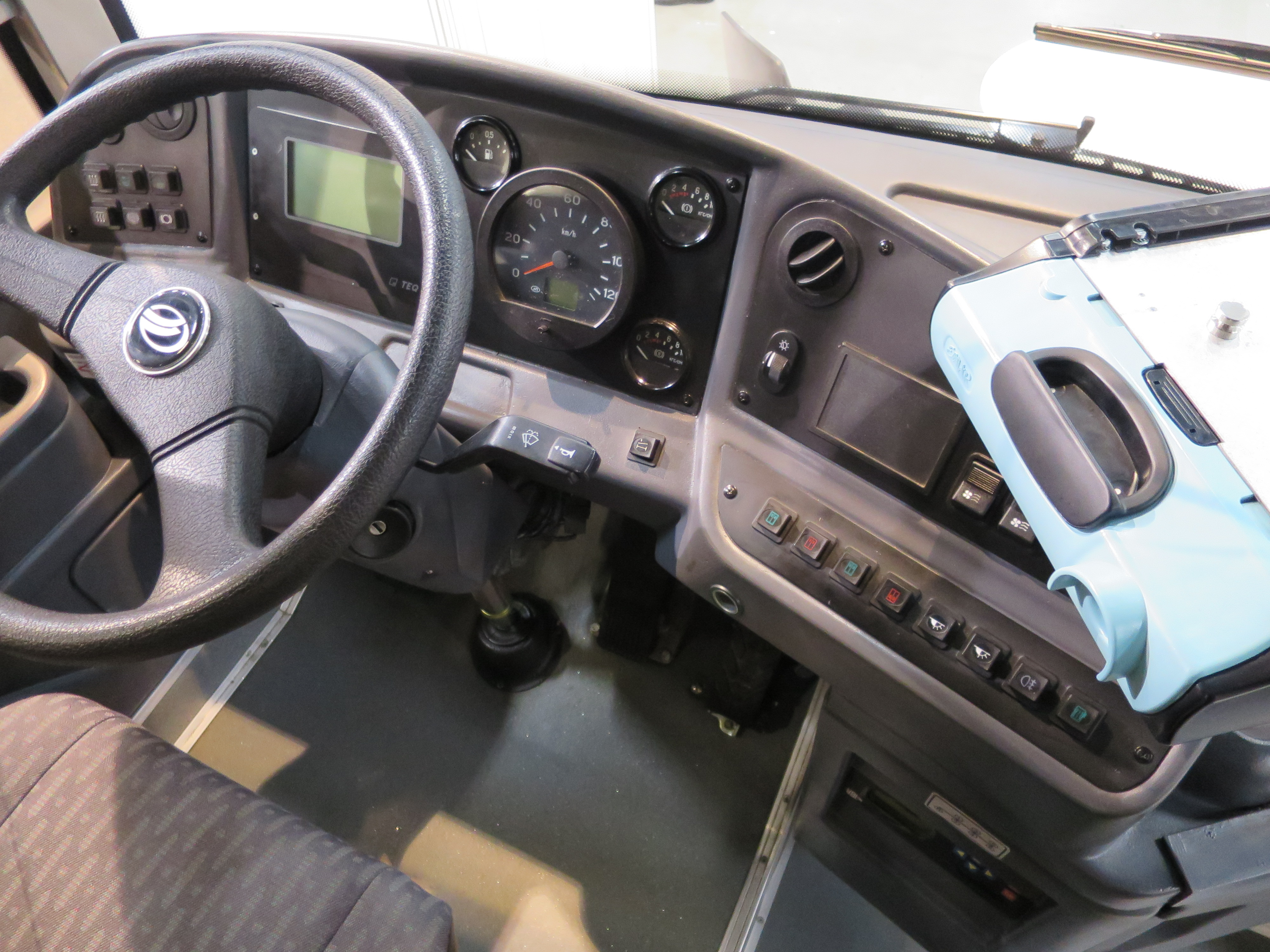
I-VAN A10C34

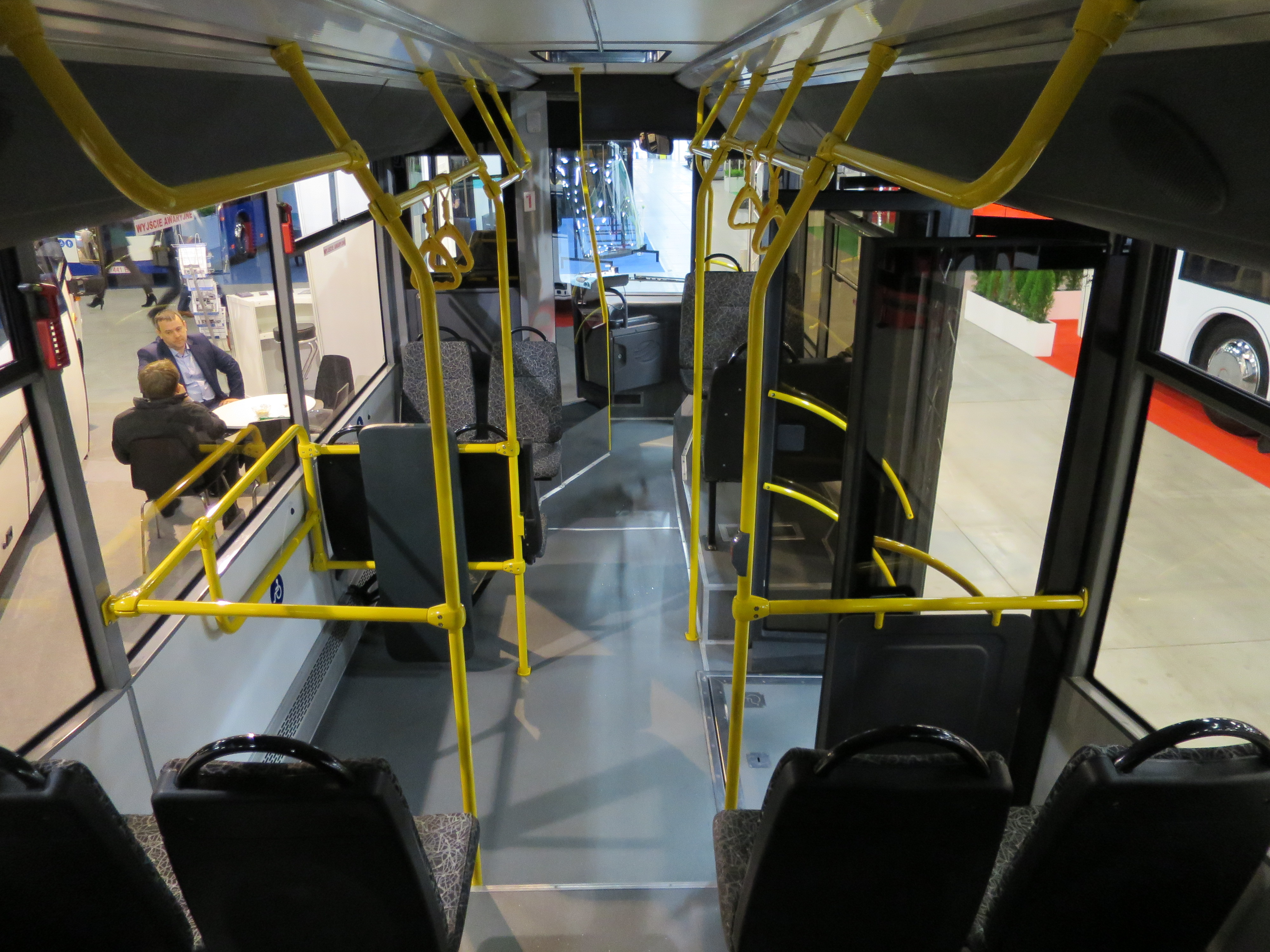
I-VAN A10C34

Автобус І класу, довжиною 8,27 м, розрахований на 60 пасажирів, з них 20-24 сидячих. Комфорт забезпечують покращена звукоізоляція, тоновані вікна, пневматична підвіска, низька підлога.
Автобус розроблений «Конструкторсько-технологічним відділом автобусобудування» (м. Львів) — структурним підрозділом НТЦ ЗАТ «ЗАЗ». Проект створення автобусів ЗАЗ А10 розпочато у 2008 році; площі виробництва, окрім ЗАЗу були обрані у Чорноморську на ГРП «Іллічівський завод автоагрегатів».
Автобус має тримальний кузов вагонної компоновки. Ця модель А10С30 оснащена економічним турбодизелем з інтеркулером Deutz Євро-3 (4,76 л) потужністю 185 к.с., який розміщений в задній частині автобуса. Контрольна витрата палива під час пробігу склала близько 19 л на 100 км. Застосовано коробку передач, зчеплення і рульове управління ZF, задній міст RABA, гальмівну систему Knorr Bremse, кондиціонер Konvekta (опція), система рідинного опалення конвектором DBW. Використання комплектуючих відомих європейських виробників забезпечує високу якість автобуса. Разом з тим, конструкція дозволяє легко провести заміну двигуна за бажанням замовника на Cummins або дешевші Tata (Індія) або MWM (Бразилія).
Передня підвіска незалежна, пневматична, з важільними направляючими пристроями, з двома пневматичними пружними елементами рукавного типу, з двома телескопічними амортизаторами з вбудованими обмежувачами руху віддачі, з одним регулятором положення кузова, задня підвіска залежна, пневматична, з штанговими направляючими пристроями, з чотирма пневматичними пружними елементами рукавного типу, з чотирма телескопічними амортизаторами з вбудованими обмежувачами руху віддачі, з двома регуляторами положення кузова.
Під стать механіці, високоякісний кузов українського виробництва — де основним несучим елементом конструкції є каркас; кузов виконано зі стальних труб. Боковини до лінії вікон обшиті листами оцинкованої сталі, що забезпечує підвищену стійкість до корозії. Бокові склопакети вклеєно у каркас кузова, а передня і задня панелі кузова виконані із склопластику. Останнє дозволяє, по-перше, обійтися у виробництві без дорогих штампів, а по-друге, змінювати зовнішність машини на догоду мінливій моді.
Подальша доля автобуса A10С «City» залежить від ситуації на ринку. Завод після проходження сертифікації в УкрСепро поставив машину у серійне виробництво.
На основі міського автобуса також розроблена низькопідлогова приміська модель.
Через те, що автобус зроблено з надійних зарубіжних компонентів він має популярність на зарубіжних (європейських) ринках.
В 2017 році дебютувала модель ZAZ A10C3A з двигуном 4.1 л Weichai WP4.1Q160E50 Євро-6 потужністю 160 к.с. при 2600 об/хв, 560 Нм при 1200—1800 об/хв і 6-ст. МКПП ZF 6S700 BO.
6 квітня 2018 року Запорізький автомобілебудівний завод оголосив старт продажів на новий міський пасажирський автобус
ZAZ A10C. Вартість нового автобуса станом на квітень 2018 року становить від 71 тис. доларів США.
В червні 2019 року автобус модернізували, змінивши передню частину.

## Модифікації
- ZAZ A10C30 — низькопідлоговий автобус середнього класу для міських перевезень, всього 62 місць, з яких 20-24 сидячих, з двигуном Deutz BF4M1013FC Євро-3 потужністю 185 к.с. (виготовлено 43 автобуси, 22 з яких працює в Республіці Польща)
- ZAZ A10C31 — низькопідлоговий автобус середнього класу для приміських перевезень, всього 62 місця, з яких 30 сидячих, з двигуном Deutz BF4M1013FC Євро-3 потужністю 185 к.с.[4] (виготовлено 3 автобуси)
- ZAZ A10C34 — низькопідлоговий автобус середнього класу для міських перевезень, всього 60 місць, з яких 20-24 сидячих, з двигуном Deutz TCD2013 L04 4V 4,764 л Євро-4 потужністю 185 к.с.[5] (виготовлено 21 автобус, 20 з яких працює в Республіці Польща)
- ZAZ A10Т34[5] — низькопідлоговий автобус середнього класу для приміських перевезень, всього 58 місць, з яких 30 сидячих, з двигуном Deutz TCD2013 L04 4V 4,764 л Євро-4 потужністю 185 к.с.
- ZAZ A10C36 — низькопідлоговий автобус середнього класу для міських перевезень. (виготовлено 1 автобус, який працює в Республіці Польща)
- ZAZ A10C3A — низькопідлоговий автобус середнього класу для міських перевезень, з двигуном 4.1 л Weichai WP4 потужністю 160 к.с. Євро-6. (виготовлено 45 автобуси, 36 з яких працює в Республіці Польща)

## Подібні
- Ataman А092H6
- Богдан А092.80
- Богдан А302

## Зноски
1. ↑  Яркая премьера[недоступне посилання з липня 2019]
2. ↑  Корпорація УкрАВТО поставила чергову партію автобусів ZAZ 10C до Польщі © Autocentre.ua
3. ↑  ЗАЗ представив нову модифікацію середнього автобуса (фото) [Архівовано 9 квітня 2018 у Wayback Machine.] // Пасажирський транспорт, 6 квітня 2018 (рос.)
4. ↑  ЗАТ «ЗАЗ» презентує нові розробки [Архівовано 3 червня 2016 у Wayback Machine.] 16.11.2010
5. 1 2  Новый автобус среднего класса — ZAZ A10 [Архівовано 11 вересня 2016 у Wayback Machine.] (рос.)